# Sexteto de Soddy

Figura 1: Ilustração de um sexteto de Soddy.

Figura 2: Uma família de 6 esferas forma um colar no espaço interior da esfera grande (caso com apenas duas vizinhas, A e C).

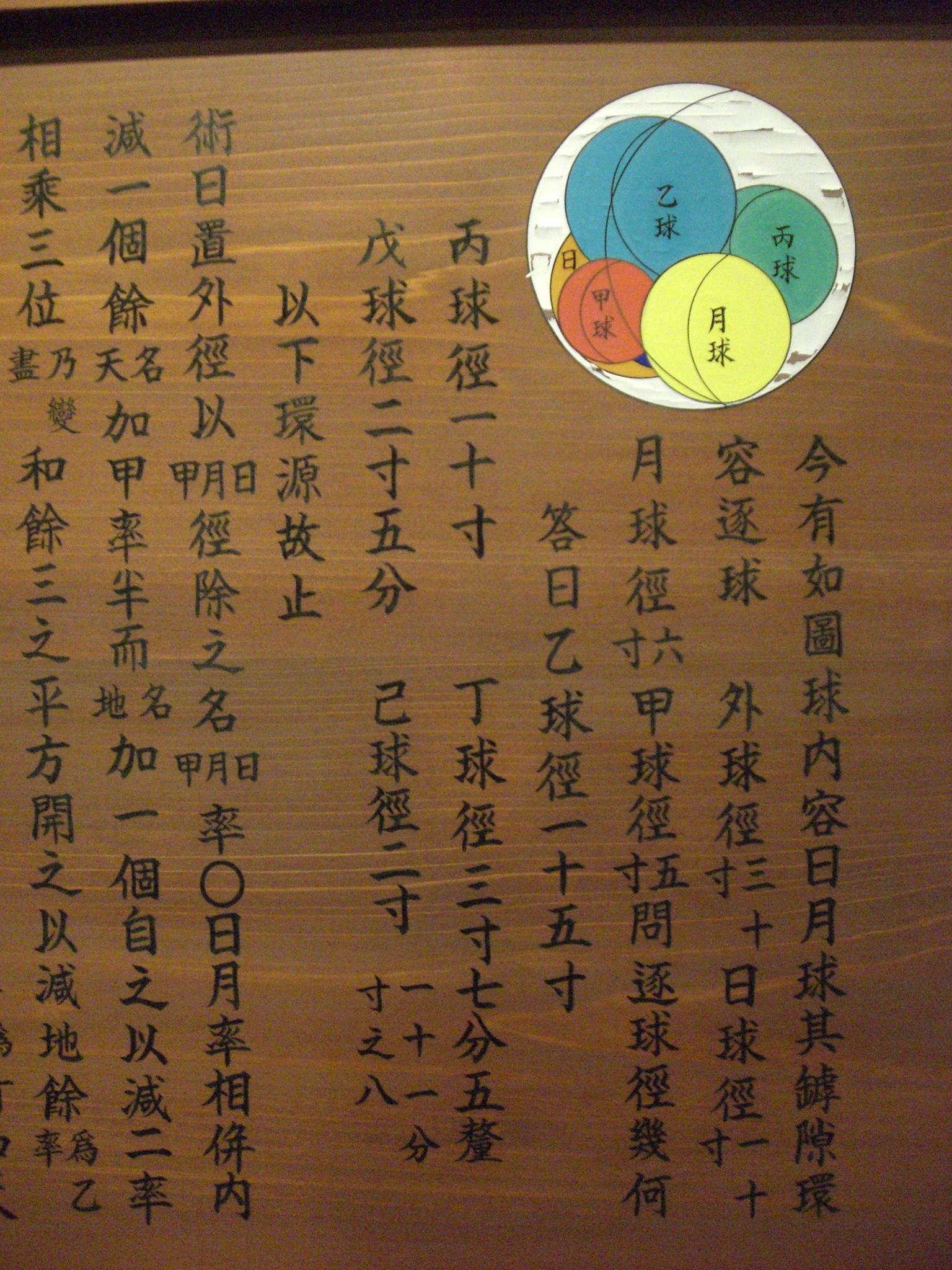
Figura 3: Sangaku do museu Hōtoku, no Santuário Samukawa.

Em geometria, um sexteto de Soddy é um colar de seis esferas (mostradas em verde na Figura 1), cada uma das quais é tangente à duas de suas vizinhas do colar e também a três esferas mutualmente tangentes dadas.  Na Figura 1, essas três esferas são mostradas como uma esfera externa circunscrevente C (cinza), e duas esferas A e B (vermelha e laranja).
De acordo com um teorema publicado por Frederick Soddy em 1937, sempre é possível encontrar um sexteto para qualquer escolha de esferas mutualmente tangentes A, B e C. Analogamente com o que pode acontecer em correntes de Steiner, os centros das esferas de um sexto de Soddy podem ser pontos de uma elipse. O sexteto de Soddy também foi descoberto independentemente no Japão, como evidenciado por tabuletas Sangaku de 1822 na prefeitura de Kanagawa.